# Petrovsk-Zabaikalski
Petrovsk-Zabaikalski - Петровск-Забайкальский (rus) - és una ciutat del krai de Zabaikàlie, a Rússia. La vila es troba a la vora del riu Baliaga, a 107 km al sud-est d'Ulan-Udè, a 333 km al sud-oest de Txità i a 4.531 km a l'est de Moscou.

## Història
Abans de les expedicions d'exploració menades pels cosacs al segle xvii, l'indret de l'actual Petrovsk-Zabaikalski era una cruïlla de rutes utilitzades per les tribus nòmades buriates. El 1789 l'emperadriu Caterina la Gran feu construir una fàbrica siderúrgica per explotar els jaciments de minerals de ferro que hi havia a la regió. La fàbrica s'anomenà Petrovski Zavod, o Fàbrica de Pere, en homenatge al tsar Pere el Gran. La vila es desenvolupà al voltant de la fàbrica, i s'anomenà amb el mateix nom, Petrovski Zavod.
Del 1830 al 1839 el poble fou un centre de detenció per a 71 decabristes, acompanyats de deu dones que compartiren amb ells l'exili. La casa de la princesa Ielena Trubetskoi, dona de Serguei Petróvitx Trubetskoi, fou restaurada i transformada en un museu obert el 10 d'octubre del 1980. El barri històric de Petrovsk-Zabaikalksi té diversos testimonis del pas dels decabristes, com la capella funerària de la dona de Muràviev o la tomba de la dona de Trubetskoi.